# Agdistis
Agdistis (altgriechisch Ἄγδιστις Ágdistis) ist ein ursprünglich aus dem phrygischen Mythos von Attis stammendes dämonisches Zwitterwesen.
Nach Pausanias ließ Zeus im Schlaf seinen Samen auf die Erde fallen, aus dem der hermaphroditische Agdistis entstand. Die Götter aber schnitten aus Furcht dem Agdistes sein männliches Geschlechtsorgan ab und begruben es. Daraus wuchs ein Mandelbaum, von dessen Früchten Nana, eine Tochter des Flussgottes Sangarios nahm. Sie steckte eine Mandel in ihren Busen, wo sie sofort verschwand. Bald darauf bemerkte sie, dass sie schwanger war. Nach der Geburt wurde der Knabe ausgesetzt, kam aber nicht um, da ein Bock sich seiner annahm. Der Knabe, Attis, war wunderschön, so dass Agdistis sich in ihn verliebte. Als Attis die Tochter des Königs von Pessinus heiraten sollte, erschien die eifersüchtige Agdistis auf der Hochzeit und ließ Attis und den Brautvater in Wahnsinn verfallen, so dass sie sich selbst entmannten. Später bereute Agdistis die Tat und erwirkte von Zeus, dass der Leichnam des Attis niemals verwesen solle. Pausanias erwähnt auch einen Berg Agdistis bei Pessinus, unter dem Attis begraben sein soll.
Arnobius erzählt unter Berufung auf einen Timotheos eine weitgehend ähnliche Geschichte: In einem Gebirge namens Agdus bei Pessinus sei aus einem Stein die Kybele entstanden, der Zeus vergeblich beizuwohnen versuchte. So kam es, dass Zeus’ Samen auf einen Felsen floss, woraus Agdistis, ein furchtbares Zwitterwesen entstand, das schließlich von Dionysos überwunden wurde. Er verwandelte das Wasser einer Quelle, aus der Agdistis nach der Jagd zu trinken pflegte, in Wein, so dass Agdistis davon berauscht einschlief. Dionysos band die Männlichkeit des/der Agdistis an einen Baum. Als dieser dann aus dem Schlaf aufsprang, entmannte er/sie sich selbst.
Aus dem Blut des abgerissenen Gliedes wurde ein Granatapfelbaum, dessen Frucht wie oben Nana (Mythologie), eine Tochter des Sangarios schwängerte. Der ausgesetzte Knabe wurde gefunden und mit Honig und „Bocksmilch“ (lac hirquinum) aufgezogen, weshalb der Knabe Attis genannt wurde, da der Bock bei den Phrygern Attagus hieß.
Als Attis erwachsen wurde, stritten sich Agdistis und Kybele um den Besitz des schönen Jünglings, der sollte aber Ia, die Tochter des Königs Midas von Pessinus heiraten. Durch Agdistis’ Erscheinen wurde Attis wahnsinnig, entmannte sich und starb unter einer Fichte. Aus seinem von Kybele begrabenen Glied wuchsen Veilchen, mit denen die Fichte bekränzt wurde. Auch Ia, die Braut des Attis, brachte sich um. Aus ihrem Blut wuchsen Veilchen, die ebenfalls von Kybele begraben wurden, und aus denen ein Mandelbaum wuchs. Auf Bitte Agdistis’ gewährte Zeus, dass der Körper des Attis nicht verfiel, dass seine Haare stets wuchsen und sein kleiner Finger sich stets rührte.